# Molécule diatomique

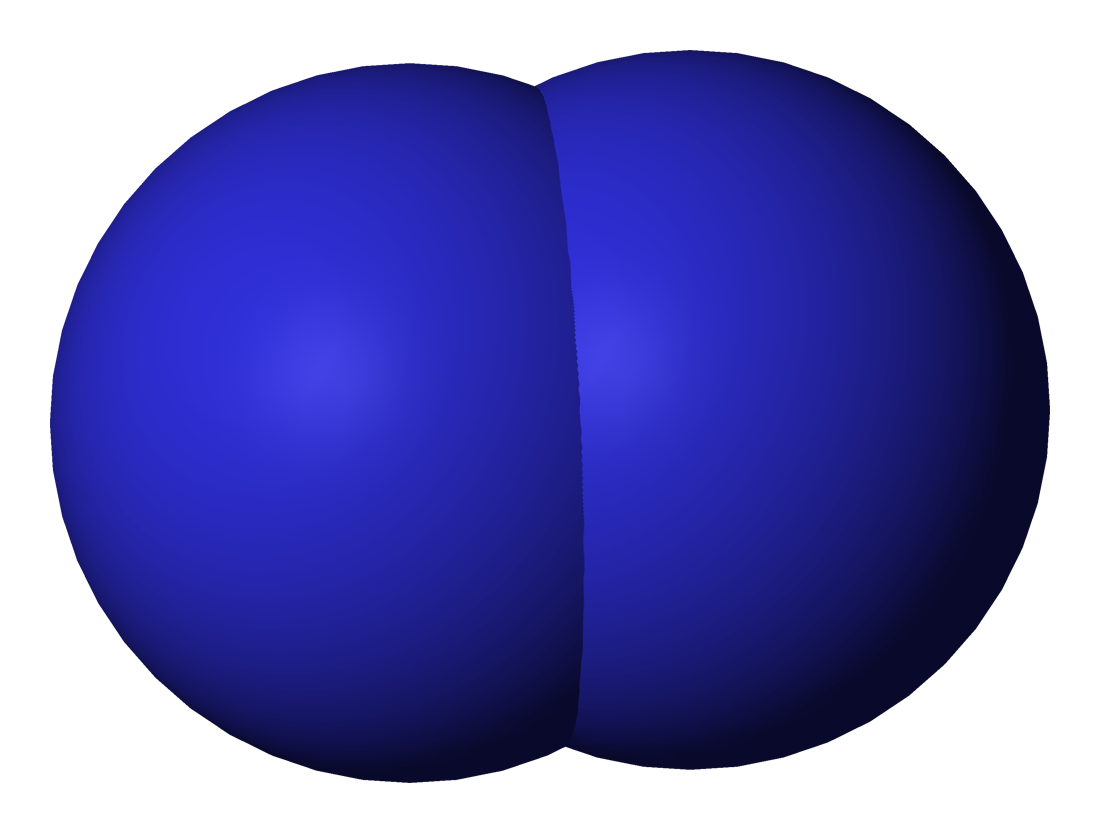
Une représentation de la molécule diatomique de l'azote gazeux, N_{2}.

Les molécules diatomiques sont des molécules constituées uniquement de deux atomes, de même ou de différents éléments chimiques. Le préfixe di- signifie deux en grec.
H2 et O2 sont deux exemples de molécules diatomiques homonucléaires. Le lien dans de telles molécules est non polaire et pleinement covalent. Plusieurs composés chimiques sont constitués de molécules diatomiques hétéronucléaires, par exemple NaCl, CO, HBr et NO.

## Présence dans la nature
Environ 99 % de l'atmosphère terrestre est constituée de molécules diatomiques, en particulier le diazote N2 (78 %) et le dioxygène O2 (21 %), le pour cent restant étant majoritairement de l’argon (0,9340 %). L'abondance du dihydrogène H2 dans l'atmosphère terrestre est seulement de l'ordre de quelques parties par million.
Les molécules diatomiques homonucléaires sont (sous CNTP) le dihydrogène, le diazote, le dioxygène et les dihalogènes : difluor (F2), dichlore (Cl2), dibrome (Br2), diiode (I2) et peut-être le diastate (At2).
Beaucoup d'autres molécules diatomiques sont possibles, comme les métaux en phase gazeuse[réf. nécessaire]. De très nombreuses molécules diatomiques sont instables et hautement réactives, comme le diphosphore. Toutefois, on trouve peu de molécules diatomiques différentes sur Terre en dehors des laboratoires.
Dans l'espace, et notamment dans le milieu interstellaire, ce sont des centaines de molécules diatomiques qui ont été détectées (par spectroscopie).